# Terele Pávez
Teresa Marta Ruiz Penella, conhecida artisticamente como Terele Pávez, (Bilbau, 29 de julho de 1939 — Madrid, 11 de agosto de 2017) foi uma atriz espanhola. Em 2014, ganhou o Prêmio Goya de melhor atriz coadjuvante pelo seu papel no filme Las brujas de Zugarramurdi.